# 577 Dywizja Grenadierów Ludowych
577 Dywizja Grenadierów Ludowych (niem. 577. Volks-Grenadier-Division) – niemiecka dywizja sformowana 25 sierpnia 1944 w Aarhus w Danii. 17 września, tuż przed zakończeniem organizacji jednostki, żołnierzy dywizji przeniesiono do 47 Dywizji Piechoty, która została przekształcona w dywizję grenadierów ludowych. Dowództwo 577 Dywizji Grenadierów Ludowych zostało rozwiązane, a ostatni żołnierze dywizji opuścili Aarhus 10 listopada.

## Skład
- 1189 pułk grenadierów
- 1190 pułk grenadierów
- 1191 pułk grenadierów
- 1577 pułk artylerii
- 1577 kompania rozpoznawcza
- 1577 batalion niszczycieli czołgów
- 1577 batalion inżynieryjny
- 1577 kompania łączności
- 1577 dywizyjne oddziały zaopatrzeniowe